# Norma González (Leichtathletin)
Norma González Camilde (* 11. August 1982 in Santander de Quilichao, Cauca) ist eine kolumbianische Leichtathletin, die an zwei Olympischen Spielen teilnahm.

## Sportliche Laufbahn
Norma González ist mehrfache Kolumbianische Meisterin im 400-Meter-Lauf, 2009 verbesserte sie ihre persönliche Bestzeit auf dieser Strecke auf 51,86 Sekunden. 1999 gewann sie bei den Panamerikanischen Jugendmeisterschaften und belegte bei den Jugendweltmeisterschaften den dritten Platz. 2000 gewann sie bei den Juniorenweltmeisterschaften ebenfalls die Bronzemedaille, schied aber bei den Olympischen Spielen im Vorlauf aus. Bei den Olympischen Spielen 2004 trat sie nur mit der 4-mal-100-Meter-Staffel an, schied aber erneut im Vorlauf aus. Bei den Weltmeisterschaften 2005 erreichte die kolumbianische Sprintstaffel das Finale. In 43,07 Sekunden belegten Melisa Murillo, Felipa Palacios, Darlenys Obregón und Norma González den sechsten Platz. 2006 siegte González auf der 400-Meter-Strecke bei den ibero-amerikanischen Meisterschaften. Bei den Weltmeisterschaften 2009 in Berlin erreichte sie über 400 Meter das Halbfinale. Mit der Staffel erreichte sie das Finale und belegte dort den achten Platz. 
Bei einer Körpergröße von 1,72 Meter liegt ihr Wettkampfgewicht bei 53 Kilogramm.